# 西畴油果樟
西畴油果樟（学名：Syndiclis sichourensis），为樟科油果樟属下的一个植物种。